# Malm (localitate)
Malm este o localitate din comuna Verran, provincia Nord-Trøndelag, Norvegia, cu o suprafață de 1,26 km² și o populație de 1.556 locuitori (2013).